# Скручивание Дена

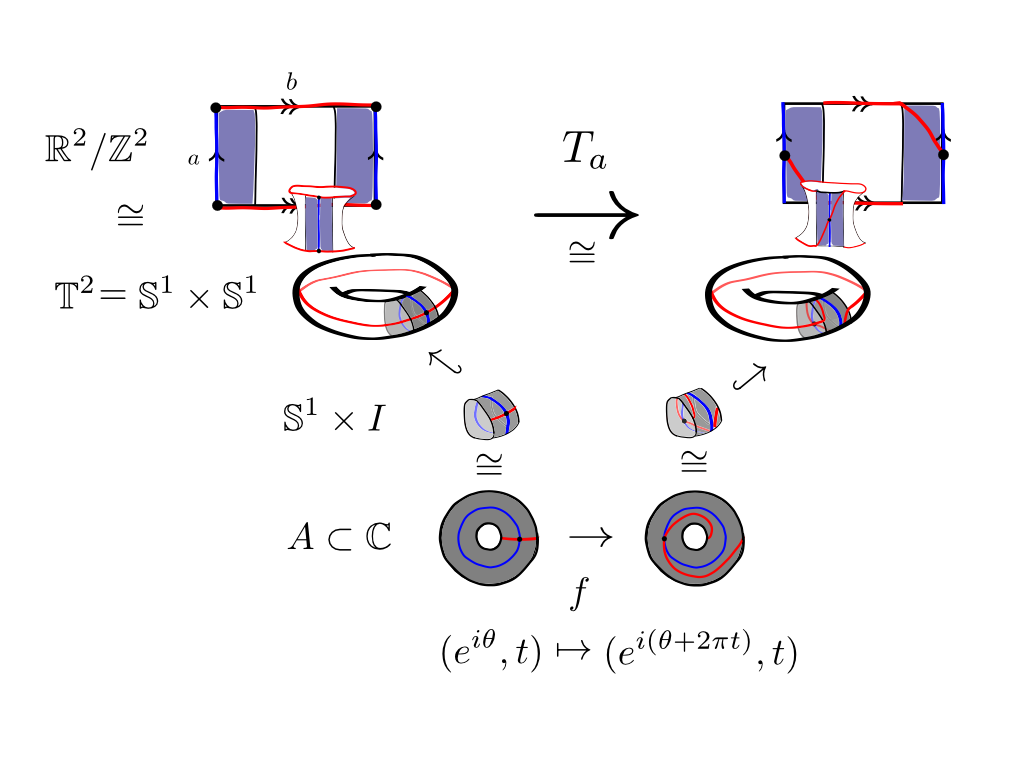
Скручивание Дена на торе

Скручивание Дена — определенный тип гомеоморфизма поверхности на себя.

## Построение

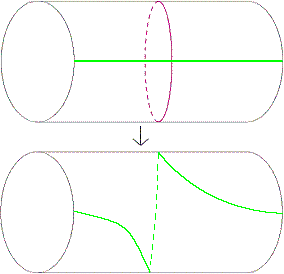
Скручивание Дена. Здесь поверхность S — цилиндр, кривая c изображена красным цветом, стрелкой показано скручивание Дена f. Зелёная кривая показывает действие скручивания на поверхность.

Пусть c является простой замкнутой кривой на замкнутой, ориентированной поверхности S. Обозначим через A трубчатую окрестность c.
Окрестность A является кольцом, в частности, её можно параметризовать
парой чисел (s, t), где s — комплексное число с единичным модулем,
а t лежит в вещественном интервале (0,1).
Пусть f есть отображение S на себя, которое тождественно вне A, а на A записывается в вышеприведённых координатах как
{\displaystyle f(s,t)=(s{\cdot }e^{2\pi it},t).}
Тогда f — скручивание Дена вдоль кривой c.

## Свойства
- С точностью до изотопии, композициями скручиваний Дена можно получить все гомеоморфизмы поверхности на себя, сохраняющие ориентацию.
  - Иначе говоря, скручивания Дена дают систему образующих группы классов преобразований поверхности.
  - Более того, на поверхности рода {\displaystyle g>1} можно ограничиться {\displaystyle 2g+1} кривой.

## Вариации и обобщения
- Скручивания Дена могут также быть определены на неориентированной поверхности S, при условии, что кривая с не является дезориентрующей.